# Willi Fuggerer
Wilhelm Fuggerer, detto Willi (Norimberga, 11 settembre 1941 – 2 settembre 2015), è stato un pistard tedesco.

## Palmarès

### Olimpiadi
- 1 medaglia:
  - 1 bronzo (Tokyo 1964 nel tandem[1])